# Urodonta hirayama
Urodonta hirayama är en fjärilsart som beskrevs av Matsumura 1920. Urodonta hirayama ingår i släktet Urodonta och familjen tandspinnare. Inga underarter finns listade i Catalogue of Life.